# アメリカン・トップチーム
アメリカン・トップチーム（英: American Top Team、略称 ATT）は、アメリカ合衆国の総合格闘技のジム及びチーム。本部ジムはフロリダ州ココナッツクリークに所在し、全米及び世界各地に40を超える系列ジムを持つ。

## 概要
貿易ビジネスを営むブラジリアン柔術家のダン・ランバートが、総合格闘家が一つの施設で全てのトレーニングを行えるジムとして、2001年にブラジリアン・トップチームのメンバーだったマーカス・コナン・シウヴェイラ、マルセロ・シウヴェイラ、ヒカルド・リボーリオを招聘して設立した。

## コーチングスタッフ
- マーカス・コナン・シウヴェイラ - ヘッドコーチ
- マイク・ブラウン - MMAコーチ
- キング・モー - MMAコーチ
- チアゴ・アウベス - ストライキングコーチ
- スティーブ・モッコ - レスリングコーチ

## 主な所属選手
- アレッシャンドリ・パントージャ（現UFC世界フライ級王者）
- ケイラ・ハリソン（現UFC世界女子バンタム級王者・PFL女子ライト級トーナメント王者）
- ダスティン・ポイエー（元UFC世界ライト級暫定王者）
- アマンダ・ヌネス（元UFC世界女子フェザー級・バンタム級王者）
- ヨアナ・イェンジェイチック（元UFC世界女子ストロー級王者）
- タイロン・ウッドリー（元UFC世界ウェルター級王者）
- ヘナン・バラオン（元UFC世界バンタム級王者）
- アンドレイ・アルロフスキー（元UFC世界ヘビー級王者）
- ジュニオール・ドス・サントス（元UFC世界ヘビー級王者）
- ジョン・リネカー（元ONE世界バンタム級王者）
- アドリアーノ・モラエス（元ONE世界フライ級王者）
- ヘナン・フェレイラ（PFLヘビー級トーナメント王者）
- アントニオ・カルロス・ジュニオール（PFLライトヘビー級トーナメント王者）
- マゴメド・マゴメドケリモフ（PFLウェルター級トーナメント王者）
- ティムール・ヒズリエフ（PFLフェザー級トーナメント王者）
- ダコタ・ディチェバ（PFL女子フライ級トーナメント王者）
- ジョニー・エブレン（現Bellator世界ミドル級王者）
- ラマザン・クラマゴメドフ（現Bellator世界ウェルター級王者）
- ヘクター・ロンバード（元Bellator世界ミドル級王者）
- ヤロスラフ・アモソフ（元Bellator世界ウェルター級王者）
- ドゥグラス・リマ（元Bellator世界ウェルター級王者）
- ウィル・ブルックス（元Bellator世界ライト級王者）
- ダニエル・ストラウス（元Bellator世界フェザー級王者）
- 堀口恭司（元RIZINフライ級・バンタム級王者・元Bellator世界バンタム級王者）
- 牛久絢太郎（元RIZINフェザー級王者）
- 元谷友貴
- 金太郎
- 中村倫也
- ホルヘ・マスヴィダル
- マテウス・ガムロット
- アルマン・ツァルキヤン
- ヨエル・ロメロ
- アレクサンダル・ラキッチ
- モフサル・エフロエフ
- セルゲイ・パブロビッチ
- ヘナート・モイカノ
- グラント・ドーソン
- リナト・ファクレトディノフ
- コーディ・ダーデン
- ボー・ニッカル
- ジャルジーニョ・ホーゼンストライク
- マルロン・モラエス
- チアゴ・サントス
- アレクサンドル・シャブリー
- サンチアゴ・ポンジニッビオ
- アマンダ・ヒバス
- グレッグ・ハーディ
- イクラム・アリスケロフ
- アブス・マゴメドフ
- ティーシャ・トーレス
- エジソン・バルボーザ
- ジュシー・フォルミーガ
- マルコス・ホジェリオ・デ・リマ
- マイラ・ブエノ・シウバ
- マーヴィン・ヴェットーリ
- アレクセイ・オレイニク
- ミアサド・ベクティック
- チアゴ・アウベス
- ティアゴ・モイゼス
- ニーナ・アンサロフ
- カロリーナ・コバケビッチ
- ペドロ・ムニョス
- オースティン・ヴァンダーフォード
- ダニー・サバテロ
- ス・ムダルジ
- アレッシオ・サカラ
- アントニオ・シウバ
- アウグスト・サカイ
- グレイゾン・チバウ
- ジェシカ・アギラー
- ヴァレリー・レターノー
- ジャスティン・スコギンズ
- ファビオ・マルドナド
- ラシッド・マゴメドフ
- ベン・ソーンダース
- カルシャガ・ダウトベック

## 元所属選手
- ロビー・ローラー（UFC世界ウェルター級王者）
- コルビー・コヴィントン（UFC世界ウェルター級暫定王者）
- グローバー・テイシェイラ （UFC世界ライトヘビー級王者）
- キンボ・スライス
- ベン・アスクレン
- クレイ・グイダ
- J.Z.カルバン
- ジョルジ・サンチアゴ
- チアゴ・シウバ
- デニス・カーン
- トッド・ダフィー
- メルヴィン・ギラード
- ジョージ・ソテロポロス
- カート・ペレグリーノ
- デニス・ホールマン
- ニック・レンツ
- イーブス・エドワーズ
- ディン・トーマス
- マーカス・アウレリオ
- ブラッド・ピケット
- コール・ミラー
- ジェフ・モンソン
- マイク・ブラウン
- ブライアン・ボウルズ
- エルメス・フランカ
- ウィウソン・ゴヴェイア
- ダン・ホーンバックル
- ブレット・ロジャース
- ボビー・ラシュリー
- マルセロ・ガッシア
- ジェイソン・ハイ
- ホアン・"ジュカオン"・カルネイロ
- マーク・ボーチェック

## 表彰
- World MMA Awards
  - 2016年ジム・オブ・ザ・イヤー
  - 2017年ジム・オブ・ザ・イヤー
  - 2018年ジム・オブ・ザ・イヤー
  - 2019年-2020年ジム・オブ・ザ・イヤー
  - 2021年ジム・オブ・ザ・イヤー